# Carl Hans Schrader-Velgen

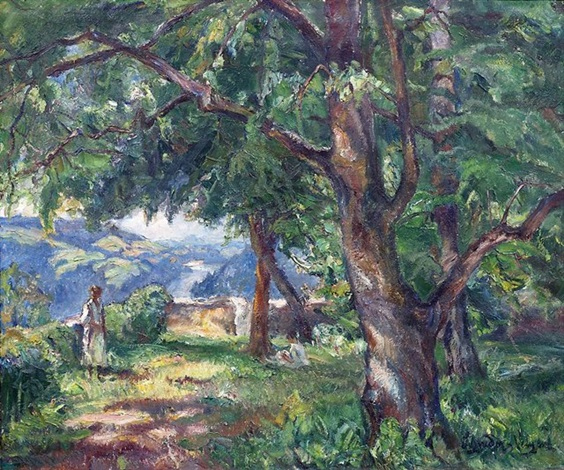
Zwei Frauen auf einem Ausblick

Carl Hans Schrader-Velgen (* 8. März 1876 in Hannover; † 21. Januar 1945 ebenda) war ein deutscher Maler.

## Leben
Schrader-Velgen studierte seit dem 27. April 1897 an der Königlichen Akademie der Künste in München bei Paul Hoecker und Ludwig von Herterich.
Nach dem Studium befreite er sich vom Akademismus. Schrader-Velgen malte Akte, Landschaften und Stillleben. Er wurde Mitglied der Münchener Secession.
Auf der Internationalen Kunstausstellung 1913 wurde er mit einer Goldmedaille ausgezeichnet.
Schrader-Velgen galt als ein Impressionist. Seine Werke zeigen Einflüsse von Lovis Corinth sowie von den Malern der „Scholle“-Vereinigung. 
Er gründete in München eine Malklasse und besuchte mit seinen Schülern während der Sommermonate die Künstlerkolonie Haimhausen. Zu seinen Schülern gehörten Thea Hucke, Willy Wenz  und Wisa von Westphalen.
In der Zeit des Nationalsozialismus war Schrader-Velgen Mitglied der Reichskammer der bildenden Künste. Für diese Zeit ist seine Teilnahme an sieben großen Gruppenausstellungen sicher belegt.